# Liste des championnes du monde poids super-moyens de boxe anglaise
La liste des championnes du monde de boxe poids super-moyens  regroupe les championnes du monde de boxe anglaise de la catégorie des poids super-moyens reconnues par les organisations suivantes :
- La WBA (World Boxing Association), fondée en 1921 et succédant à la NBA (National Boxing Association) en 1962,
- La WBC (World Boxing Council), fondée en 1963,
- L'IBF (International Boxing Federation), fondée en 1983,
- La WBO (World Boxing Organization), fondée en 1988.

Mise à jour : 1er décembre 2022

## WBA
| Gain du titre   | Perte du titre  | Championne                    | Défenses |
| --------------- | --------------- | ----------------------------- | -------- |
| 17 février 2007 | 2012            | Natascha Ragosina             | 6        |
| 3 mars 2018     | 10 janvier 2020 | Alicia Napoleon Espinosa (en) | 2        |
| 10 janvier 2020 | 30 avril 2022   | Elin Cederroos (en)           | 0        |
| 30 avril 2022   |                 | Franchón Crews-Dezurn (en)    | 0        |

## WBC
| Gain du titre     | Perte du titre | Championne                 | Défenses |
| ----------------- | -------------- | -------------------------- | -------- |
| 11 novembre 2006  | 2007           | Laila Ali                  | 2        |
| 15 décembre 2007  | 2010           | Natascha Ragosina          | 4        |
| 30 novembre 2013  | 4 août 2017    | Nikki Adler (en)           | 2        |
| 30 novembre 2013  | 2018           | Claressa Shields           | 1        |
| 13 septembre 2018 |                | Franchón Crews-Dezurn (en) | 2        |

## IBF
| Gain du titre | Perte du titre | Championne                 | Défenses |
| ------------- | -------------- | -------------------------- | -------- |
| 4 août 2018   | 2018           | Claressa Shields           | 1        |
| 22 mars 2019  | 30 avril 2022  | Elin Cederroos (en)        | 1        |
| 30 avril 2022 |                | Franchón Crews-Dezurn (en) | 0        |

## WBO
| Gain du titre     | Perte du titre | Championne                 | Défenses |
| ----------------- | -------------- | -------------------------- | -------- |
| 4 mai 2013        | 2013           | Christina Hammer (en)      | 0        |
| 12 mai 2018       | 2018           | Femke Hermans              | 0        |
| 14 septembre 2019 |                | Franchón Crews-Dezurn (en) | 2        |
| 11 janvier 2020   | 17 mars 2020   | Alejandra Jiménez (en)     | 0        |